# Minerva Urecal
Minerva Urecal (* 22. September 1894 in Eureka, Kalifornien; † 26. Februar 1966 in Glendale, Kalifornien; eigentlich Florence Minerva Dunnuck, verheiratete Holtzer) war eine US-amerikanische Schauspielerin.

## Leben
Minerva Urecal wurde als Florence Minerva Dunnuck geboren. Ihren Künstlernamen „Urecal“ wählte sie später in Anlehnung an die ersten Silben ihres Geburtsortes und -bundesstaates. Sie war schottischer Abstammung und begann ihre Künstlerkarriere als Radiodarstellerin für Hörspiele. Ab 1933 spielte sie regelmäßig in Filmen und ab Anfang der 1950er Jahre regelmäßig in Fernsehserien mit. Sie trat in ihrer über 30 Jahre andauernden Karriere in über 250 Film- und Fernsehprojekten auf. In den 1930er- und 1940er-Jahren blieb sie vor allem auf kleinere Nebenrollen beschränkt; häufig wurde sie nicht einmal im Abspann erwähnt und hatte nur wenige Zeilen Text. Mitunter erhielt sie in einigen B-Movies aber auch größere Nebenrollen. Urecal verkörperte häufig burschikose oder streitbare Haushälterinnen, Putzfrauen, Vermieterinnen, Nachbarinnen oder Ladeninhaberinnen – Rollen im Stil ihrer Schauspielkollegin Marjorie Main, deren Prominenz sie allerdings nie erreichte.
Ab den 1950er-Jahren spielte Urecal häufiger Gastrollen in verschiedenen Fernsehserien und erhielt schließlich auch eine Hauptrolle: 1958 verkörperte sie in der kanadischen Sitcom The Adventures of Tugboat Annie für 38 Folgen  die resolute Kapitänswitwe Annie. Danach war sie in der zweiten Staffel der Krimiserie Peter Gunn von 1959 bis 1960 in einer wiederkehrenden Nebenrolle als Wirtin „Mother“ zu sehen. Ihr durch das Fernsehen erworbener zunehmender Bekanntheitsgrad wirkte sich auch auf ihre letzten Filme in der Spätphase ihrer Karriere aus. Sie erhielt einige gute Nebenrollen, etwa als Haushälterin in der Komödie Mr. Hobbs macht Ferien (1962) neben James Stewart und Maureen O’Hara oder als eine boshafte Tratschtante in dem Fantasyfilm Der mysteriöse Dr. Lao (1964) unter Regie von George Pal.
Am 26. Februar 1966 verstarb Urecal im Alter von 71 Jahren an den Folgen eines Herzinfarktes. Sie war mit Max Holtzer verheiratet und hat keine Kinder hinterlassen.

## Filmografie (Auswahl)

### Film
- 1933: Her Bodyguard
- 1933: Sexbombe (Bombshell)
- 1934: Sadie McKee
- 1935: Man on the Flying Trapeze
- 1936: Blinde Wut (Fury)
- 1937: Fluß der Wahrheit (God’s Country and the Woman)
- 1937: Gesetz der Berge (Mountain Justice)
- 1939: Der große Bluff (Destry Rides Again)
- 1941: Gib einem Trottel keine Chance (Never Give a Sucker an Even Break)
- 1941: Eheposse (Skylark)
- 1942: Mabok, der Schrecken des Dschungels (Beyond the Blue Horizon)
- 1943: Im Schatten des Zweifels (Shadow of a Doubt)
- 1943: Broadway-Königin (The Powers Girl)
- 1943: So This Is Washington
- 1944: The Bridge of San Luis Rey
- 1944: Music in Manhattan
- 1944: Irish Eyes Are Smiling
- 1944: Kismet (auch Der Kalif von Bagdad)
- 1945: A Medal for Benny
- 1946: Charlie Chan – Die Falle (The Trap)
- 1946: Der Mann aus Virginia (The Virginian)
- 1947: California
- 1947: Briefe aus dem Jenseits (The Lost Moment)
- 1947: Die Dame und der Cowboy (Saddle Pals)
- 1948: Strick am Hals (The Noose Hangs High)
- 1948: Rache ohne Gnade (Fury at Furnace Creek)
- 1948: Fünf auf Hochzeitsreise (Family Honeymoon)
- 1948: Der beste Mann der Stadt (Good Sam)
- 1949: The Lovable Cheat
- 1949: Seemannslos (Down to the Sea in Ships)
- 1949: Banditen am Scheideweg (The Doolins of Oklahoma)
- 1949: Sumpf des Verbrechens (Scene of the Crime)
- 1950: Mein Freund Harvey (Harvey)
- 1950: Der geheimnisvolle Ehemann (The Jackpot)
- 1951: Der große Caruso (The Great Caruso)
- 1951: Der Rächer von Casamare (Mask of the Avenger)
- 1953: Heiratet Marjorie? (By the Light of the Silvery Moon)
- 1953: Zurück am Broadway (She’s Back on Broadway)
- 1955: Ein Mann allein (A Man Alone)
- 1960: Abenteuer am Mississippi (The Adventures of Huckleberry Finn)
- 1962: Mr. Hobbs macht Ferien (Mr. Hobbs Takes a Vacation)
- 1964: Der mysteriöse Dr. Lao (7 Faces of Dr. Lao)

### Serie
- 1950–1954: The Lone Ranger (drei Folgen)
- 1951–1953: The Range Rider (drei Folgen)
- 1953–1954: Meet Mr. McNutley (sechs Folgen)
- 1956–1957: The Adventures of Jim Bowie (17 Folgen)
- 1958: The Adventures of Tugboat Annie (38 Folgen)
- 1959–1960: Peter Gunn (17 Folgen)